# Partido Democrático Oromo
El Partido Democrático Oromo (ODP) fue un partido político de Etiopía que formaba parte de la alianza junto al Partido Democrático Amhara, el Movimiento Demócrata Popular del Sur de Etiopía y el Frente de Liberación de los Pueblos Tigrayanes que formaron el extinto Frente Democrático Revolucionario del Pueblo Etíope (EFDPR). En las elecciones legislativas, del 15 de mayo de 2005, el partido formó parte del Frente Democrático Revolucionario del Pueblo Etíope, que obtuvo 327 de los 527 escaños.

## Historia
El Partido  Democrático Oromo, anteriormente conocido como Organización Democrática de los Pueblos Oromo (OPDO), fue creado en 1990 después de que las relaciones del Frente de Liberación Oromo con TPLF se agriaran mientras luchaban contra la República Popular Democrática de Etiopía.
El 1 de diciembre de 2019 se disolvió voluntariamente en favor de una nueva agrupación con el nombre de Partido de la Prosperidad.